# Noteroclada confluens
Noteroclada confluens là một loài rêu trong họ Pelliaceae. Loài này được Taylor ex Hook. f. & Wilson mô tả khoa học đầu tiên năm 1844.